# Marc Randolph

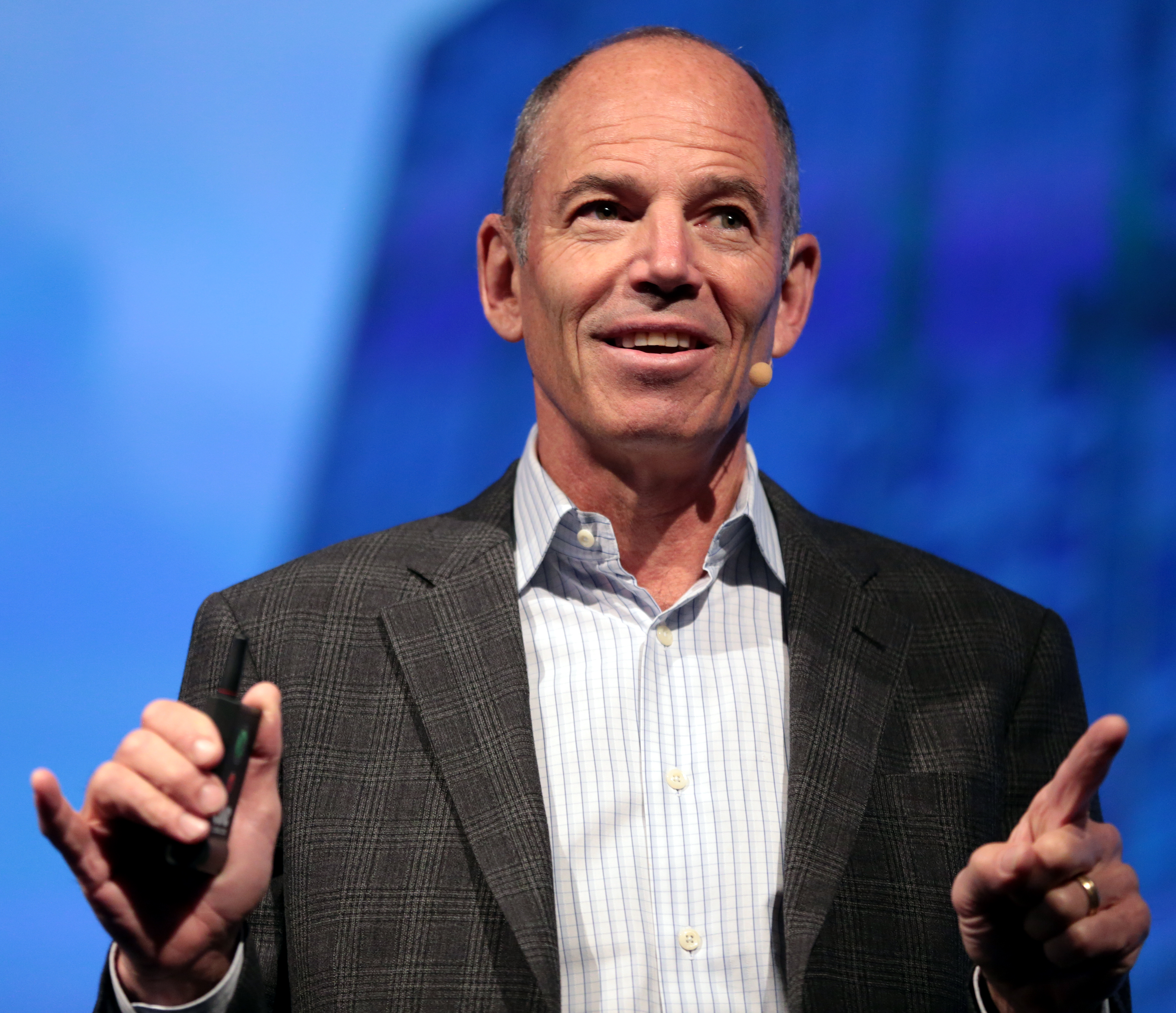
Marc Randolph (2017)

Marc Bernays Randolph (* 29. April 1958 in Chappaqua, New York) ist ein US-amerikanischer Unternehmer. Er ist einer der Gründer des Medienunternehmens Netflix, dessen erster CEO er von 1997 bis 1999 war. Er verließ das Unternehmen 2003.

## Leben
Marc Randolph wuchs in Chappaqua, New York, als eines von zwei Kindern des aus Österreich stammenden Kerntechnikers Stephen Bernays Randolph (1926–2000) und dessen Frau Muriel, geborene Lipchik (1929–2004) auf. Sein Großonkel war Edward Bernays, einer der Begründer der modernen Öffentlichkeitsarbeit. Marc Randolphs Vater war Großneffe von Sigmund Freud.
Randolph schloss sein Studium der Geografie am Hamilton College im Jahr 1980 mit einem Bachelor of Arts ab.
Nach einer erfolglosen Tätigkeit als Immobilienmakler in der Agentur seiner Mutter war er ab 1981 beim Musikverlag Cherry Lane Music angestellt. Dort übernahm er nach einigen Monaten die Verantwortung für die Abteilung Versandhandel; was Randolph später als „unglamouröse“ aber „extrem wichtige Erfahrung“ für die Gründung von Netflix bezeichnete. Später wirkte er auch an der Verbreitung einer Kundenzeitschrift des Unternehmens mit. Danach folgten Tätigkeiten bei verschiedenen Unternehmen wie der Zeitschrift MacUser, dem Technik-Unternehmen MacWarehouse und den Softwareunternehmen Borland und Visioneer.
Mitte der 1990er Jahre gründete Randolph mit zwei Freunden das Unternehmen Integrity QA, das Software für automatisierte Qualitätssicherung anbot. Kurz darauf wurde das Unternehmen vom Softwareunternehmen Pure Atria übernommen, dessen CEO Reed Hastings war. Hastings übernahm alle neun Mitarbeiter von Integrity QA. Randolph wurde zum Vice President of Corporate Marketing von Pure Atria. Da sowohl Randolph als auch Hastings in Santa Cruz lebten, nutzten beide regelmäßig eine Fahrgemeinschaft, um in die Büros von Pure Atria zu pendeln. Kurz darauf wurde Pure Atria von Rational Software aufgekauft und sowohl Randolph als auch Hastings wurden gekündigt.
Während Hastings sein Studium fortsetzen wollte, suchte Randolph nach einer neuen Idee für ein E-Commerce-Unternehmen. Gemeinsam mit Hastings entwickelten sie schließlich die Idee einer Online-Videothek, welche die Filme auf DVD per Post an ihre Kunden verschickt. Im Jahr 1997 gründeten beide im kalifornischen Los Gatos die Online-Videothek Netflix. Randolph war der erste CEO des Unternehmens. Er behielt diese Position bis 1999, als Hastings den Posten des CEOs übernahm. 2003 verließ Randolph Netflix.
Danach beriet er verschiedene Start-Ups und ist als Vortragsredner aktiv. Ab Mai 2013 war er Vorstandsmitglied beim Big-Data-Analyse-Unternehmen Looker Data Sciences, das im Februar 2020 von Google LLC für 2,6 Milliarden US-Dollar übernommen wurde.
Im Jahr 2019 veröffentlichte er das Sachbuch That Will Never Work: The Birth of Netflix and the Amazing Life of an Idea, in dem er über die Gründung und ersten Jahre von Netflix berichtete und das er auch als Inspiration für eine neue Generation von Firmengründern verstand.
Randolph ist seit 1987 mit Lorraine Kiernan Randolph verheiratet und hat mit ihr drei Kinder. Er lebt mit seiner Frau im kalifornischen Santa Cruz.

## Schrift
- That Will Never Work: The Birth of Netflix and the Amazing Life of an Idea. Endeavour, 2019, ISBN 978-1913068066.